# 弗朗茨·曼德尔
弗朗茨·曼德尔（德語：Franz Mandl，1916年8月4日—1988年2月4日），奥地利男子足球运动员，司职前锋。他曾代表奥地利国奥队参加1936年夏季奥林匹克运动会足球比赛，获得一枚银牌。